# Xiaojingzhuang (sockenhuvudort i Kina, Shanxi Sheng, lat 39,89, long 112,65)
Xiaojingzhuang är en sockenhuvudort i Kina. Den ligger i provinsen Shanxi, i den norra delen av landet, omkring 220 kilometer norr om provinshuvudstaden Taiyuan. Antalet invånare är 9 870. Befolkningen består av 4 782 kvinnor och 5 088 män. Barn under 15 år utgör 13,0 %, vuxna 15-64 år 75 %, och äldre över 65 år 11,0 %.
Runt Xiaojingzhuang är det ganska tätbefolkat, med 172 invånare per kvadratkilometer. Närmaste större samhälle är Yuanbuzi, 12,3 km sydväst om Xiaojingzhuang. Trakten runt Xiaojingzhuang består i huvudsak av gräsmarker.
Genomsnittlig årsnederbörd är 632 millimeter. Den regnigaste månaden är juli, med i genomsnitt 177 mm nederbörd, och den torraste är december, med 3 mm nederbörd.